# قائمة ملاعب نهائيات كأس العالم
كانت هناك 21 نسخة من كأس العالم وهي بطولة دولية لكرة القدم تأسست في سنة 1930.وتنافست عليها الفرق الوطنية للرجال الأعضاء في الاتحاد الدولي لكرة القدم، الهيئة الحاكمة العالمية للرياضة. تقام البطولة كل أربع سنوات منذ افتتاحها، باستثناء عامي 1942 و 1946 بسبب الحرب العالمية الثانية. واستضافت البطولة الأخيرة في روسيا، التي فازت بها فرنسا سنة 2018.
المباراة النهائية لكأس العالم هي الأخيرة من المسابقة، والنتيجة تحدد البلد الذي تم الإعلان عنه كأبطال عالميين. إذا كانت النتيجة بعد 90 دقيقة من اللعب المنتظم تعادلًا، تتم إضافة فترة 30 دقيقة إضافية من اللعب تسمى الوقت الإضافي. إذا كانت هذه اللعبة لا تزال متعادلة بعد الوقت الإضافي، يتم تحديدها بعد ذلك بركلات الترجيح. ثم يُعلن الفريق الفائز بركلات الترجيح بطلاً. تم تحديد البطولة من خلال مباراة لمرة واحدة في كل مناسبة باستثناء عام 1950، عندما تم تحديد الفائز من قبل مجموعة نهائية بنظام دورة روبن تنافس عليها أربعة فرق (أوروغواي والبرازيل والسويد وإسبانيا). كان فوز أوروغواي 2-1 على البرازيل المباراة الحاسمة (وواحدة من آخر مباراتين من البطولة) التي وضعتهم على النقاط وتضمن أنهم احتلوا صدارة المجموعة كأبطال عالميين. لذلك يعتبر الاتحاد الدولي لكرة القدم هذه المباراة بمثابة النهائي الفعلي لكأس العالم 1950.
يتم استضافة كل نهائي في أكبر ملعب في الدولة المضيفة، حيث يجذب النهائي أكبر عدد من الجماهير وأكثر الاهتمام. استضاف ملعبان العديد من النهائيات، وهما ملعب أزتيكا في مكسيكو سيتي، المكسيك وملعب ماراكانا في ريو دي جانيرو، البرازيل. إلى جانب هاتين المدينتين، روما، استضافت إيطاليا أيضًا نهائيات متعددة. عقدت هذه في ملعب الحزب الوطني الفاشي وملعب أولمبيكو. كما استضافت إيل دو فرانس نهائيات، وهما في ملعب أولمبيك دي كولومب في باريس وملعب فرنسا في سانت دينيس.

## قائمة الملاعب

### ملاعب النهائيات السابقة
| الصورة | الملعب                                 | الموقع                                  | المباراة النهائية                            |
| ------ | -------------------------------------- | --------------------------------------- | -------------------------------------------- |
|        | ملعب سنتيناريو                         | مونتفيدو، الأوروغواي                    | نهائي كأس العالم 1930                        |
|        | ملعب الحزب الوطني الفاشي               | روما، إيطاليا                           | نهائي كأس العالم 1934                        |
|        | ملعب أولمبيك دي كولومب                 | باريس، فرنسا                            | نهائي كأس العالم 1938                        |
|        | ملعب ماراكانا                          | ريو دي جانيرو، البرازيل                 | نهائي كأس العالم 1950، نهائي كأس العالم 2014 |
|        | ملعب وانكدورف                          | برن، سويسرا                             | نهائي كأس العالم 1954                        |
|        | ملعب روسوندا                           | بلدية سولنا، السويد                     | نهائي كأس العالم 1958                        |
|        | ملعب خوليو مارتينيز برادانوس الوطني    | سانتياغو، تشيلي                         | نهائي كأس العالم 1962                        |
|        | ملعب ويمبلي 1923                       | لندن، إنجلترا                           | نهائي كأس العالم 1966                        |
|        | ملعب أزتيكا                            | مدينة مكسيكو، المكسيك                   | نهائي كأس العالم 1970، نهائي كأس العالم 1986 |
|        | الملعب الأولمبي ميونخ                  | ميونخ، ألمانيا الغربية                  | نهائي كأس العالم 1974                        |
|        | ملعب مونومنتال أنتونيو فيسبوسيو ليبرتي | بوينس آيرس، الأرجنتين                   | نهائي كأس العالم 1978                        |
|        | ملعب سانتياغو برنابيو                  | مدريد، إسبانيا                          | نهائي كأس العالم 1982                        |
|        | ملعب أولمبيكو                          | روما، إيطاليا                           | نهائي كأس العالم 1990                        |
|        | ملعب روز بول                           | باسادينا (كاليفورنيا)، الولايات المتحدة | نهائي كأس العالم 1994                        |
|        | ملعب فرنسا                             | سان دوني، فرنسا                         | نهائي كأس العالم 1998                        |
|        | ملعب يوكوهاما الدولي                   | يوكوهاما، اليابان                       | نهائي كأس العالم 2002                        |
|        | الملعب الأولمبي برلين                  | برلين، ألمانيا                          | نهائي كأس العالم 2006                        |
|        | ملعب البنك الوطني الأول                | جوهانسبرغ، جنوب أفريقيا                 | نهائي كأس العالم 2010                        |
|        | ملعب لوجنيكي                           | موسكو، روسيا                            | نهائي كأس العالم 2018                        |

### ملاعب النهائيات المستقبلية
| الصورة | الملعب       | الموقع                         | المباراة النهائية     |
| ------ | ------------ | ------------------------------ | --------------------- |
|        | استاد لوسيل  | لوسيل، قطر                     | نهائي كأس العالم 2022 |
|        | ملعب ميتلايف | شرق راذرفورد، الولايات المتحدة | نهائي كأس العالم 2026 |